# Requiem (film 2006)
Requiem è un film del 2006, diretto da Hans-Christian Schmid.
Ambientato nella Germania Ovest degli anni settanta, il film narra fatti realmente accaduti ispirati alla storia di Anneliese Michel, ragazza affetta da epilessia e morta in seguito ad un esorcismo. Nell'ultimo anno della sua vita fu seguita da due parroci esorcisti, per poi morire durante una crisi epilettica, oltre che di fame (raccontava che i demoni le impedivano di mangiare e di bere) e di dolore per le lesioni che si autoinfliggeva. Nell'ultimo periodo della sua vita Annaliese aveva scritto molte lettere e in una di queste aveva predetto la sua morte, avvenuta il 1º luglio 1976, a soli 24 anni.

## Trama
Michaela, ventun anni, proveniente da una famiglia molto religiosa, decide di lasciare il suo paese di campagna per andare a frequentare l'università di Tubinga. La ragazza soffre di una grave forma di epilessia, e per questo la madre è contraria alla sua decisione di andare a studiare fuori città, che lei peraltro vede come covo di peccatori e di tentazioni; Michaela ha tuttavia il totale appoggio di suo padre che la ama e, pur senza opporsi apertamente a sua moglie, sostiene le sue decisioni.
A Tubinga, Michaela viene accolta dapprima in maniera molto fredda dai suoi compagni di corso, a causa della sua timidezza e dell'estrema religiosità; pian piano tuttavia riesce ad aprirsi a nuove esperienze. Per prima cosa fa amicizia con Hannah, una ragazza del suo stesso paese e sua ex compagna di scuola (Michaela aveva dovuto lasciare gli studi a causa dell'epilessia). Hanna la introduce al mondo dei semplici divertimenti da ragazzi e le fa conoscere anche Stefan, un ragazzo piuttosto solitario che si rivela ben presto attratto da lei: i due iniziano una semplicissima storia d'amore, la prima della vita di Michaela.
Michaela però inizia ben presto a temere la sua stessa nuova vita, specie quando, una volta tornata a casa, sua madre la tratta con riprovazione, facendole pesare quelli che lei ritiene veri e propri peccati. In occasione di un pellegrinaggio, Michaela sperimenta per la prima volta una singolare condizione: durante un lieve attacco epilettico, non riesce a toccare un rosario donatole da sua madre, e percepisce delle presenze che la insultano e le impediscono di pregare. Suo padre la ritrova il giorno dopo in stato confusionale, ma preferisce sorvolare sull'accaduto e rimandarla comunque a Tubinga.
Un giorno Hannah trova Michaela nella sua stanza in preda a un attacco epilettico, e la soccorre; Michaela le dice di sentire voci di esseri malvagi che non le consentono di toccare crocefissi e altri simboli religiosi; si oppone ai consigli di Hannah che vorrebbe farla visitare da un medico perché non vuole essere considerata malata, ma accetta comunque di fare delle analisi. Il referto medico viene letto da suo padre, che comprende la gravità della situazione ma, pur di non ferire sua figlia, lo tace a lei per prima.
Le situazioni intorno a Michaela si complicano: per prima cosa, parla della sua condizione a due sacerdoti che la liquidano consigliandole di farsi vedere da un dottore scatenando le sue furie; poi Hannah le comunica che di lì a poco si trasferirà ad Amburgo per uno stage, e lei si sente abbandonata; infine, tornata a casa per le vacanze di Natale, sua madre le butta via i suoi nuovi vestiti poiché li ritiene peccaminosi. In seguito a questo episodio, la ragazza avrà un altro attacco di epilessia, ma decide di non dire nulla ai suoi e di tornare a Tubinga prima del tempo.
Sempre più magra e disperata, Michaela si lega al suo ragazzo Stefan, con cui ha anche il suo primo rapporto sessuale. Lui è molto innamorato di lei e le propone di fare un viaggio insieme; ma Michaela, concentrata su una relazione semestrale da consegnare al suo professore, dice di non riuscire a terminare il lavoro a causa delle solite "presenze". Grazie all'aiuto di Stefan la relazione viene terminata, ma invece di ringraziarlo la ragazza lo porta in un sordido locale dove si ubriaca e prende a ballare forsennatamente. Anche il ragazzo a questo punto suggerisce a Michaela di farsi curare, ma lei reagisce con violenza; lui rimane spaventato da questo suo atteggiamento e, pur non abbandonandola completamente, se ne allontana.
Qualche settimana dopo Hannah fa ritorno e trova Michaela in condizioni pietose: magra, allucinata e a malapena capace di distinguere la realtà. Con l'aiuto di Stefan la ragazza viene portata a casa, dove ha una violenta reazione di rifiuto quando i suoi genitori iniziano a pregare per la sua salvezza. A questo punto i due sacerdoti, che prima avevano pensato che lei fosse malata, iniziano a credere che la ragazza sia realmente posseduta e decidono di tentare un esorcismo.
Giorni dopo, Hannah va a trovare Michaela e la porta a fare un giro, durante il quale rimane sconvolta nell'apprendere ciò a cui sta andando incontro la sua amica. Hannah tenta di convincerla che non ci sia nessun demone, e le suggerisce per l'ennesima volta di farsi curare da uno psichiatra prima che sia troppo tardi; ma Michaela, con inquietante serenità, rivela alla sua amica di aver capito la ragione del suo tormento: se Dio permette che lei soffra così, è perché ha un disegno per lei, e probabilmente la sua sofferenza sarà d'esempio a tutti gli uomini.
Il film si conclude con una didascalia che spiega come Michaela sia morta dopo venti giorni di esorcismi.